# Accademia Nazionale dei Lincei
L'Accademia Nazionale dei Lincei (IPA akːaˈdɛːmja dei linˈtʃɛi) (literalment "Acadèmia Nacional dels Linxs", també coneguda com a Acadèmia Linceana) és una acadèmica científica italiana, amb seu al Palazzo Corsini, Via della Lungara, Roma, Itàlia.
Fundada el 1603 per Federico Cesi, fou una de les primeres acadèmies de ciències que van existir a Itàlia com a lloc per a la incipient revolució científica. L'acadèmia rep el seu nom pel linx, un animal la visió aguda del qual simbolitza la destresa observacional que la ciència requereix.
| «                        | "La Lincei no va sobreviure gaire temps després de la mort en 1630 de Cesi, el seu fundador i mecenes", i desaparegué el 1651". Va ser restablerta en la dècada del 1870 per tal de convertir-se en l'acadèmia nacional d'Itàlia, i s'ocupa tant de la literatura com de la ciència entre les seves preocupacions. | » |
| — Thomas G. Bergin, 1987 | |   |

L'Acadèmia Pontifícia de les Ciències es reclama també hereva i descendent de les dues primeres encarnacions de l'Acadèmia, a través de l'Accademia Pontificia dei Nuovi Lincei ("Acadèmia Pontifícia dels Nous Linxs"), fundada el 1847.

## L'Accademia

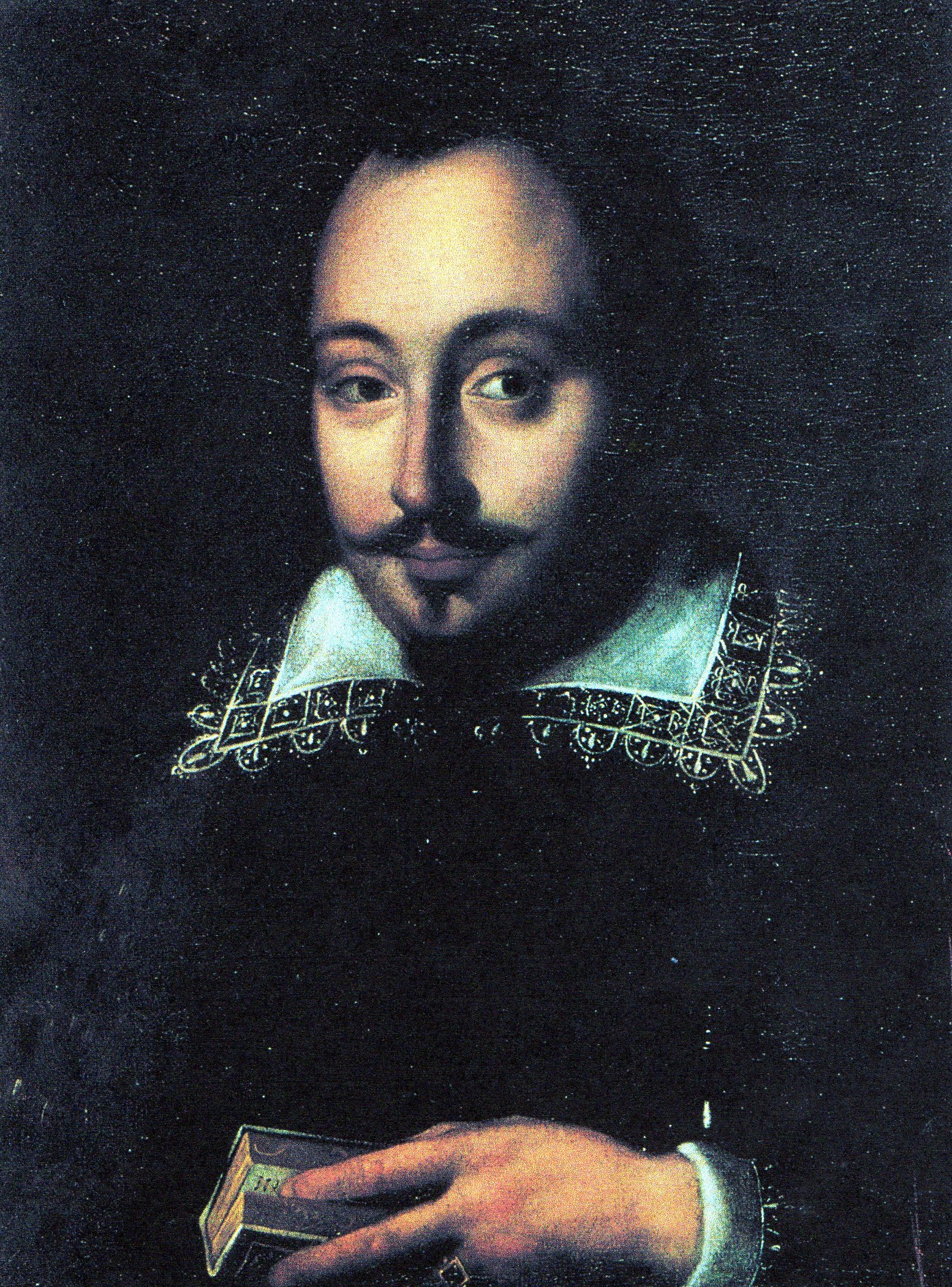
Federico Cesi

La primera Accademia dei Lincei fou fundada el 1603 per Federico Cesi (1585 - 1630), un aristòcrata d'Úmbria, fill del duc d'Acquasparta i membre d'una important família de Roma, que estava apassionadament interessat en la història natural, sobretot en la botànica. Aquest distingit erudit i mecenes de les lletres va reunir en el seu palau, en el qual tenia una magnífica biblioteca, un jardí botànic i un museu d'antiguitats, a una sèrie de persones estudioses amb les quals va fundar l'Accademia. El pare de Cesi desaprovava la carrera investigadora de Federico volia fer però la seva mare, Olimpia Orsini, el va recolzar financera i moralment. L'Acadèmia lluità per aquesta desaprovació, però després de la mort dels pares, Federico tenia diners suficients per permetre engegar l'Acadèmia, que allotjà al Palazzo Cesi-Armellini, prop de Sant Pere, que va suposar la primera comunitat científica després de la napolitana Academia Secretorum Naturae de Giovanni Battista della Porta que havia estat tancada per la Inquisició. Cesi va fundar l'Accademia dei Lincei amb tres amics: el metge neerlandès Johannes van Heeck (italianitzat a Giovanni Ecchio) i dos companys umbres, el matemàtic Francesco Stelluti i l'erudit Anastasio de Filiis.
En el moment de la fundació de l'Acadèmia Cesi només tenia 18 anys, i els altres només eren 8 anys més grans. Cesi i els seus amics volien entendre de totes les ciències naturals. L'èmfasi literari i antiquari emplaçà el "Licei", a part de la host d'Acadèmies italianes del segle xvi i XVII. Cesi preveia un programa de lliure experiment que era respectuós amb la tradició, però sense restriccions per l'obediència cega a cap autoritat, fins i tot a la d'Aristòtil i Ptolemeu, les teories dels quals la nova ciència posava en qüestió. Tot i que originalment era una associació privada, l'Acadèmia es va convertir en un establiment semipúblic durant la dominació napoleònica de Roma. Aquest canvi va permetre a l'elit científica local de fer-se un lloc per a si mateixos en les xarxes científiques més grans. No obstant això, com a establiment semipúblic, l'enfocament de l'Acadèmia va ser dirigit per la política napoleòniques. Aquest enfocament dirigí els esforços dels membres a estimular la indústria, fent que l'opinió pública fos favorable al règim francès i secularitzant el país.
El nom "Lincei" (linx) prové del llibre de Giambattista della Porta "Magia Naturalis," que tenia una il·lustració d'un gat de faula a la portada i les paraules "...com amb ulls de linx, examinant aquestes coses que es manifesten pe si mateixes, de manera que en haver-les observat, les pot utilitzar amb zel".
Els símbols de l'Accademia dei Lincei eren un linx i un àguila; animals amb reputació de tenir una vista aguda (en els bestiaris clàssics i medievals el linx tenia fama de ser capaç de veure a través de la roca i els "nous murs"). El lema de l'acadèmia, triat per Cesi, era: "Tingues cura de les petites coses si vols obtenir grans resultats"" (minima cura si maxima vis). Quan Cesi va visitar Nàpols, es va reunir amb molts científics en camps d'interès per a ell, incloent el botànic Fabio Colonna, l'escriptor d'història natural Ferrante Imperato i el polímata Giovanni Battista della Porta. Della Porta es quedà impressionat amb Cesi, i va dedicar tres obres als linceans incloent un tractat sobre la destil·lació anomenat De Distillatione, un llibre sobre geometria curvilínia anomenat Elementa Curvilinea, i Les transformacions de l'atmosfera. Della Porta va animar Cesi a continuar amb els seus esforços. Giambattista della Porta es va unir a l'acadèmia de Cesi en 1610. Mentre que a Nàpols, Cesi també es va reunir amb Nardo Antonio Recchi per negociar l'adquisició d'una col·lecció de material que descrivia plantes asteques i animals, escrita per Francisco Hernández de Toledo. Aquesta col·lecció de material es convertiria en el Tesoro Messicano (Tresor mexicà).
Galileu va ser exaltat a l'exclusiva Acadèmia el 25 d'abril, 1611, i es va convertir en el seu centre intel·lectual. Galileu se sentia clarament honrat per la seva associació amb l'Acadèmia i va adoptar per a ell Galileo Galilei Linceo com la seva signatura. L'Acadèmia va publicar les seves obres i el va recolzar durant les seves disputes amb la Inquisició romana. Entre primeres publicacions de l'Acadèmia en els camps de l'astronomia, la física i la botànica hi havia l'estudi de les taques solars i el famós Saggiatore de Galileu, i el Tesoro Messicano que descrivia la flora, fauna i drogues (medecines) del Nou Món, que va tenir dècades de treball, fins al 1651. Amb aquesta publicació, es va concloure la primera fase més famós dels lincei. El nou ús de la microscòpia, amb "referències a les eines d'ampliació es pot trobar a les obres de Galileu i diversos lincei, Harvey, Gassendi, Marco Aurelio Severino - que estava probablement també en contacte amb els lincei - i Nathaniel Highmore." Els microscopis no eren només per als lincei eines per al treball astronòmic i matemàtic, sinó que també es van utilitzar per a noves experimentacions en l'anatomia, ja que aquest era el moment de l'ascens de l'anatomia mecanicista, i les teories de l'atomisme. L'experimentació va proliferar en tots els àmbits. La pròpia activitat intensa de Cesi es va veure truncada per la seva sobtada mort en 1630 als quaranta-cinc anys.
Els linceans va produir una important col·lecció de micrografies o dibuixos fets amb l'ajut del microscopi recentment inventat. Després de la mort de Cesi, l'Accademia dei Lincei tancà i els dibuixos van ser recollits per Cassiano dal Pozzo, un antiquari romà, els hereus del qual els van vendre. La major part de la col·lecció va ser adquirit per Jordi III del Regne Unit, en 1763. Els dibuixos es van descobrir al castell de Windsor el 1986, per part l'historiador de l'art David Freedberg. Estan sent publicats com a part de  The Paper Museum of Cassiano dal Pozzo.

## Refundació de l'Accademia
El 1801, l'abat Feliciano Scarpellini i Gioacchino Pessuti, amb el mecenatge de Francesco Caetani, fundaren l'Accademia Caetani que prengué el nom d'Accademia dei Lincei. El període comprès entre 1801-1840 s'ha anomenat el "Segon Renaixement" de l'Acadèmia. A causa de factors com el conflicte d'objectius i els canvis generals en l'"escala geopolítica" l'Acadèmia es quedà en un estat de llimbs, el que finalment va conduir al seu col·lapse en la dècada del 1840. Durant la dominació francesa de l'Acadèmia, la institució va preveure una transició d'una associació privada a una institució municipal. Malgrat els esforços de la dècada de 1800 en endavant, l'Acadèmia va patir un veritable renaixement en 1847, quan el Papa Pius IX la refundà com a Pontificia Accademia dei Nuovi Lincei, l'«Acadèmia Pontifícia dels Nous Lincei». Era el principi del seu pontificat, i Pius IX buscava proporcionar un centre acadèmic per als estudis fisicomatemàtics. Va fundar aquesta acadèmia pontifícia el 3 de juliol de 1847, la inaugurà personalment al novembre següent, i la dotà d'uns ingressos anuals del tresor pontifici. Els seus membres es dividien en quatre classes: honoraris, ordinaris, corresponents i associats; els últims eren homes joves que, en acabar els seus estudis, mostraven una especial aptitud per a les ciències fisicomatemàtiques. L'Acadèmia era dirigida per un president, un secretari, un secretari adjunt, un bibliotecari-arxiver i un astrònom. La seva seu era al Campidoglio. Els seus «Procediments» de 1847-1870 omplen 23 volums.

## LaReale Accademia dei Lincei
En 1870 diversos membres van abandonar l'Acadèmia Pontifícia, que insistia a conservar el seu caràcter papal. Amb la voluntat al mateix temps d'una connexió tradicional amb el passat, van recuperar el nom original, i així va sorgir la Regia Accademia dei Lincei. El 1874, després de la unificació d'Itàlia, el piemontès Quintino Sella la va transformar en l'Accademia Nazionale Reale dei Lincei, la «Reial Acadèmia Nacional dels Linxs». Aquesta encarnació va ampliar els seus objectius per tal d'incloure ciències humanístiques i morals: història, filologia, arqueologia, filosofia, economia i Dret. Hi va haver dues classes de soci o socis. L'Accademia va recuperar el gran prestigi lligat amb l'Acadèmia Linceana original. Els moderns Lincei han constituït un panteó d'intel·lectuals europeus: d'Augusto Righi i Antonio Pacinotti a Fermi i Hahn, des de Pasteur a Röntgen i Einstein, des de Mommsen a Wilamowitz, Domenico Comparetti i Croce.
Publicava anualment els seus «Procediments», i va passar a tenir la seu al Palazzo Corsini, la biblioteca, a disposició de l'Acadèmia, és molt rica en manuscrits, obres impreses i diaris.

### Membres
- Mario Ageno
- Giusto Bellavitis
- Domenico Comparetti
- Benedetto Croce
- Albert Einstein
- Enrico Fermi
- Giovanni Gentile
- Otto Hahn
- Werner Heisenberg
- Theodor Mommsen
- Antonio Pacinotti
- Louis Pasteur
- Max Planck
- Olinto De Pretto
- Augusto Righi
- Wilhelm Roentgen
- Manlio Simonetti
- Ulrich von Wilamowitz-Moellendorff

## L'Accademia d'Italia
En el període feixista, fou efectivament reemplaçada per la nova Accademia d'Italia, l'Accademia d'Italia, però no va ser totalment absorbida per aquesta institució fins al 1939. Després de la caiguda del règim feixista, quan es va suprimir l'Accademia d'Italia, a petició de Benedetto Croce l'Acadèmia Linceana va recuperar la seva independència.

## L'Accademia Nazionale dei Lincei
El 1986, l'Acadèmia va rebre un estatut que diu que estarà composta per 540 membres, dels quals 180 són ordinaris membres italians, 180 són estrangers i 180 són membres corresponsals italians. Els membres es divideixen en dues classes: una per als matemàtics, físics i ciències naturals; l'altra per a les ciències morals, històriques i filològiques.
En 2001, les ciències naturals van tornar a dividir-se en cinc categories: matemàtiques, mecànica i aplicacions; astronomia, geodèsia, geofísica i aplicacions; física, química i aplicacions; geologia, paleontologia, mineralogia i aplicacions; i ciències biològiques i aplicacions. Alhora, les ciències morals es van dividir en set categories: filologia i lingüística; arqueologia; crítica de l'art i de la poesia; història, geografia històrica i antropologia; ciència filosòfica; ciències jurídiques; ciències polítiques i socials.